# Yuki Richard Stalph
Yuki Richard Stalph (født 4. august 1984) er en brasiliansk tidligere fodboldspiller.